# Charles Journet
Charles Journet (ur. 26 stycznia 1891 w Genewie, zm. 15 kwietnia 1975 we Fryburgu) – szwajcarski duchowny katolicki, kardynał.

## Życiorys
Po ukończeniu seminarium duchownego we Fryburgu otrzymał święcenia kapłańskie 15 lipca 1917 roku we Fryburgu. W latach 1917–1924 pracował w diecezji Fryburg jako kapłan. W latach 1924–1965 pracował w seminarium duchownym we Fryburgu jako profesor. Światowej sławy teolog. Założyciel czasopisma teologicznego „Nova et Vetera”.
15 lutego 1965 roku otrzymał nominację na arcybiskupa tytularnego Fornos Minore, przyjął święcenia biskupie 20 lutego w katedrze św. Mikołaja we Fryburgu z rąk biskupa Lozanny, François Charrière’a. Na konsystorzu 22 lutego 1965 roku papież Paweł VI wyniósł go do godności kardynalskiej, przydzielając mu tytuł diakona S. Maria in Portico. Brał udział w obradach ostatniej sesji Soboru Watykańskiego II w 1965 roku. 5 marca 1973 roku został podniesiony go do rangi prezbitera S. Maria in Portico. Zmarł 15 kwietnia 1975 roku we Fryburgu.